# ディミトロヴグラード
ディミトロヴグラード（セルビア語:Димитровград / Dimitrovgrad、ブルガリア語ではツァリブロト:Цариброд / Tsaribrod）は、セルビア、ピロト郡の町と、それを中心とした基礎自治体。1991年の時点で、自治体の人口は13,488人であった。

## 呼称と表記
セルビア語による公式の呼称は「ディミトロヴグラード」（Димитровград / Dimitrovgrad）であるが、ブルガリア語での呼称「ツァリブロト」（Цариброд / Tsaribrod）はセルビア語でもそのまま用いられることもある。ブルガリア語ではおおむね「ツァリブロト」の呼称が好まれる。
日本語表記としては、ディミトロフグラード、ディミトロフグラート、ディミトロヴグラート、ディミトロブグラート、ディミトロブグラード、ディミトロヴグラッド、ディミトロヴグラット、ツァーリブロド、ツァリブロド、ツァリブロットなどの表記もあり得る。
その呼称は、ブルガリアの共産主義の指導者ゲオルギ・ディミトロフに由来している。古くからの呼称である「ツァリブロト」を復活させる試みは何度かにわたってあったものの、2004年7月13日に行われた住民投票は、投票率が低かったために無効となっている。このとき、50%の投票率が必要であったが、9,811人の有権者のうち投票したのは47.8%に過ぎなかった。投票のうち、2,586票は現行呼称「ディミトロフグラード」の維持に投票し、「ツァリブロト」への改称を求める票は1,786票であった

## 人口
1991年の国勢調査によると、自治体で絶対多数を占めるのはブルガリア人であった。2002年の国勢調査では、自治体は絶対多数のない多民族混住となっており、ブルガリア人が比較多数であった。
2002年の国勢調査によると、自治体の人口は11,748人であり、その民族別の内訳は以下の通りである。
- ブルガリア人 5836
- セルビア人 3005
- ユーゴスラビア人 472
- ロマ 68
- マケドニア人 41
- モンテネグロ人 15
- クロアチア人 6
- スロベニア人 3
- ムスリム人 3
- ロシア人 2
- ゴーラ人 2
- その他 806
- 民族自認なし・非決定 1478
- 地域的自認 8
- 不明 703

## 歴史

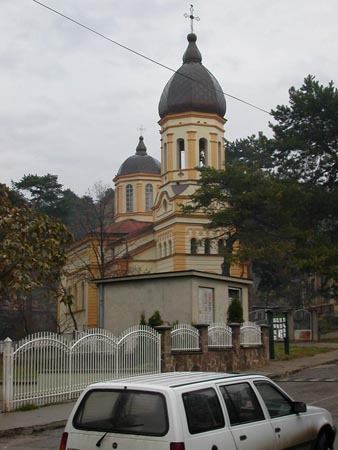
ブルガリア政府によって1892年に建てられた生神女聖堂

ユーゴスラビア王国は、1919年11月27日に調印されたヌイイ条約によって、ブルガリア王国からブルガリア西部の領土を獲得した。1920年から1941年まで、この地方の人々はブルガリア語での教育や、教会での儀礼を受ける機会を奪われていた。住民はユーゴスラビア王国の当局によってセルビア人であるとされ、名前をブルガリア風からセルビア風に変えさせられるなどのセルビア化政策が採られた。この地方の人々の民族的権利を守り、この地方をブルガリア領に復することを目的として、内部西方失地革命組織が武力闘争を展開した。セルビアの政府はこれらの地域を省みず、開発は遅れ、失業率の高い状態が続いた。生活水準は低く、多くの住民がこの地域からの移住を選んだ。
第二次世界大戦に続いて社会主義体制のユーゴスラビアが誕生すると、地域のブルガリア人の民族的権利は改善された。1951年、ブルガリアの共産主義指導者の名をとって「ディミトロヴグラード」に改称された。

## 姉妹都市
ディミトロヴグラードは、以下の都市と姉妹都市提携を結んでいる。
- ゴデチ -  ブルガリア、ソフィア州
- ゴツェ・デルチェフ -  ブルガリア、ブラゴエヴグラト州
- ドラゴマン -  ブルガリア、ソフィア州